# Mexikanische Zwergklapperschlange
Die Mexikanische Zwergklapperschlange (Sistrurus ravus) ist eine Art der Zwergklapperschlangen (Sistrurus), die im Gegensatz zu den beiden anderen Arten der Gattung nur in den Höhenlagen Zentralmexikos vorkommt.

## Merkmale
Die Mexikanische Zwergklapperschlange erreicht eine durchschnittliche Körperlänge von etwa 50 Zentimetern und wird selten auch mal bis 75 Zentimeter lang. Die Grundfärbung der Schlange ist meistens braun oder grau mit einer Zeichnung aus dunkel- oder rostbraunen Flecken auf dem Rücken, die durch schmale schwarze Schuppenreihen umrandet sind und im Regelfall zum Zentrum heller werden. Der Kopf ist ungezeichnet, auf dem Nacken befindet sich ein auffälliges Fleckenpaar.

## Verbreitung und Lebensraum

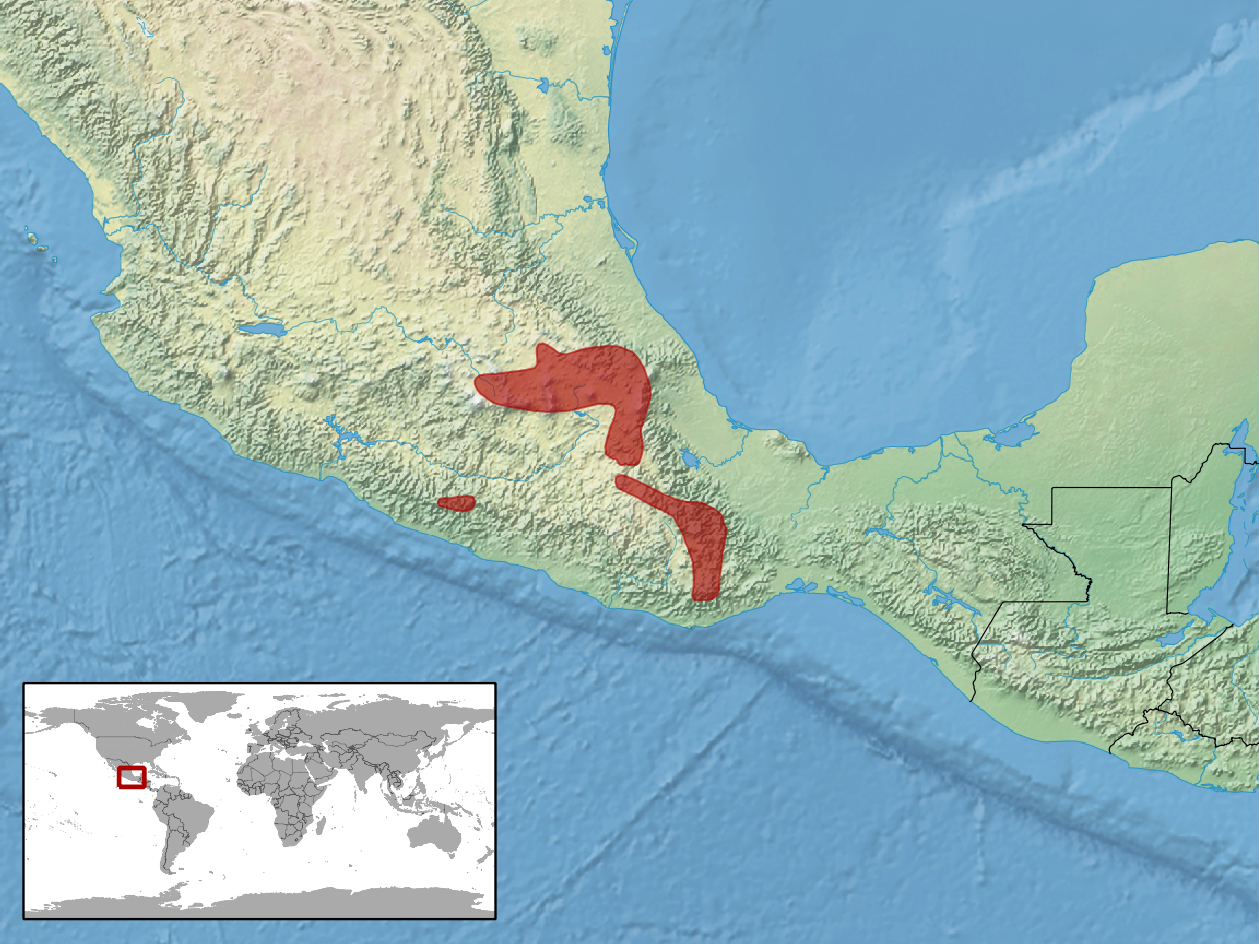
Verbreitungsgebiet

Die Mexikanische Zwergklapperschlange ist in drei Unterarten in einem relativ kleinen Gebiet im Hochland Zentralmexikos verbreitet. Dabei kommt die Nominatform S. r. ravus im großen Teil dieses Gebietes vor, S. r. brunneus ist auf das Hochland von Oaxacan und S. r. exiguus auf die Sierra Madre del Sur in Guerrero beschränkt.
Als Lebensraum bevorzugt die Schlange Lichtungen und Grasflächen in Kiefer-Eichen-Mischwälder, Gestrüppen und im Nebelwald. Daneben findet man sie jedoch auch in anderen Habitaten wie Geröllflächen, Lavaflächen oder zwischen Kakteen in Wüstengebieten innerhalb des Verbreitungsgebietes.

## Schlangengift
Spezifische Wirkungen und Inhaltsstoffe des Giftes dieser Schlange sind unbekannt.